# Długie Jezioro (gmina Osieczna)
Długie Jezioro – jezioro położone w północnej części obszaru Borów Tucholskich (powiat starogardzki, województwo pomorskie) w bliskim sąsiedztwie Wdy. Miejscowościami nadjeziernymi są Mermet i Długie.
Według urzędowego spisu opracowanego przez Komisję Nazw Miejscowości i Obiektów Fizjograficznych (KNMiOF) nazwa tego jeziora to Długie Jezioro. W różnych publikacjach i na mapach topograficznych jezioro to występuje pod nazwą Jezioro Długie.
Powierzchnia zwierciadła wody według różnych źródeł wynosi od 51,8 ha do 55,0 ha.
Zwierciadło wody położone jest na wysokości 94,0 m n.p.m. Średnia głębokość jeziora wynosi 1,0 m, natomiast głębokość maksymalna 2,2 m.